# Ribeira Brava (concelho de Cabo Verde)
| Ribeira Brava Concelho da Ribeira Brava |                                                  |
| \| \| \| \| (Bandeira) \| (Brasão) \|   |                                                  |
| Localização de Ribeira Brava            |                                                  |
| Gentílico                               |                                                  |
| Ilha                                    | São Nicolau                                      |
| Sede                                    | Vila da Ribeira Brava                            |
| Freguesias                              | Nossa Senhora da Lapa e Nossa Senhora do Rosário |
| População                               | 7580                                             |
| Dia do Município                        | 6 de dezembro                                    |
| Cód. CGN-CV                             | 31?                                              |
| Cód. ISO                                | CV-SN?                                           |
| Website                                 | www.cmrb-sn.cv                                   |
| Bandeira de Ribeira Brava               | Brasão de Ribeira Brava                          |
| (Bandeira)                              | (Brasão)                                         |

Ribeira Brava é um concelho/município da ilha de São Nicolau, em Cabo Verde.
O Dia do Município é 6 de dezembro, comemorando a data em que a ilha foi supostamente descoberta. Coincide com o dia da celebração de São Nicolau, padroeiro da ilha.
Desde 2008, o município da Ribeira Brava é governado pelo Partido Africano para a Independência de Cabo Verde.

## Freguesias
O concelho da Ribeira Brava é constituído por duas freguesias: Nossa Senhora da Lapa e Nossa Senhora do Rosário.

## Estabelecimentos
- Belém
- Cabeçalinho
- Cachaço
- Caleijão
- Campo
- Carriçal
- Carvoeiro?
- Castilhano
- Covada
- Estância de Brás
- Fajã de Baixo
- Fajã de Cima
- Fontaninhas
- Jalunga
- Juncalinho
- Preguiça
- Queimada
- Ribeira Brava

## História
Foi criado em 2005, quando o antigo Concelho do São Nicolau foi dividido em dois, passando a parte sudoeste a ser chamada Concelho de Tarrafal de São Nicolau, e a parte nordeste a ser chamada Concelho de Ribeira Brava.

## Demografia
| População de Ribeira Brava (concelho de Cabo Verde) (1940–2010) | População de Ribeira Brava (concelho de Cabo Verde) (1940–2010) | População de Ribeira Brava (concelho de Cabo Verde) (1940–2010) | População de Ribeira Brava (concelho de Cabo Verde) (1940–2010) | População de Ribeira Brava (concelho de Cabo Verde) (1940–2010) | População de Ribeira Brava (concelho de Cabo Verde) (1940–2010) | População de Ribeira Brava (concelho de Cabo Verde) (1940–2010) | População de Ribeira Brava (concelho de Cabo Verde) (1940–2010) |
| --------------------------------------------------------------- | --------------------------------------------------------------- | --------------------------------------------------------------- | --------------------------------------------------------------- | --------------------------------------------------------------- | --------------------------------------------------------------- | --------------------------------------------------------------- | --------------------------------------------------------------- |
| 1940                                                            | 1950                                                            | 1960                                                            | 1970                                                            | 1980                                                            | 1990                                                            | 2000                                                            | 2010                                                            |
| 14846                                                           | 10366                                                           | 13866                                                           | 16308                                                           | 11465                                                           | 11556                                                           | 11794                                                           | 7580                                                            |